# Джерси (округ)
Дже́рси (англ. Jersey County) — округ в штате Иллинойс (США). По данным переписи 2010 года численность населения округа составила 22 985 человек, по сравнению с переписью 2000 года население увеличилось на 6,1 %. Окружной центр и крупнейший город округа Джерси — Джерсивилл.

## История
Округ Джерси сформирован из округа Грин 28 февраля 1839 года. Название получил от штата Нью-Джерси, родины многих местных переселенцев, который, в свою очередь, назван по острову Джерси, входящему в состав Нормандских островов.

## География
Общая площадь округа — 976,8 км² (377,13 миль²), из которых 956,4 км² (369,27 миль²) или 97,92 % суши и 20,4 км² (7,86 миль²) или 2,08 % водной поверхности. Джерси граничит с реками Миссисипи на юге, Иллинойс на западе, и Макупин-Крик на северо-западе.

### Климат
Округ находится в переходной зоне между влажным климатом континентального типа и влажным субтропическим климатом. Отсутствие высоких гор и крупных водоёмов, смягчающих климат, обуславливают суровые погодные условия, особенно весной, когда часто проходят торнадо и ледяные бури. Температура варьируется в среднем от минимальных −8 °C в январе до максимальных 31 °C в июле. Рекордно низкая температура была зафиксирована в январе 1977 года и составила −32 °C, а рекордно высокая температура была зарегистрирована в июле 1954 года и составила 44 °C. Среднемесячное количество осадков — от 49 мм в январе до 105 мм в апреле.

### Соседние округа
Округ Джерси граничит с округами:
- Грин — на севере
- Макупин — на востоке
- Мадисон — на юго-востоке
- Сент-Чарльз, Миссури — на юге
- Калхун — на западе

### Основные автомагистрали

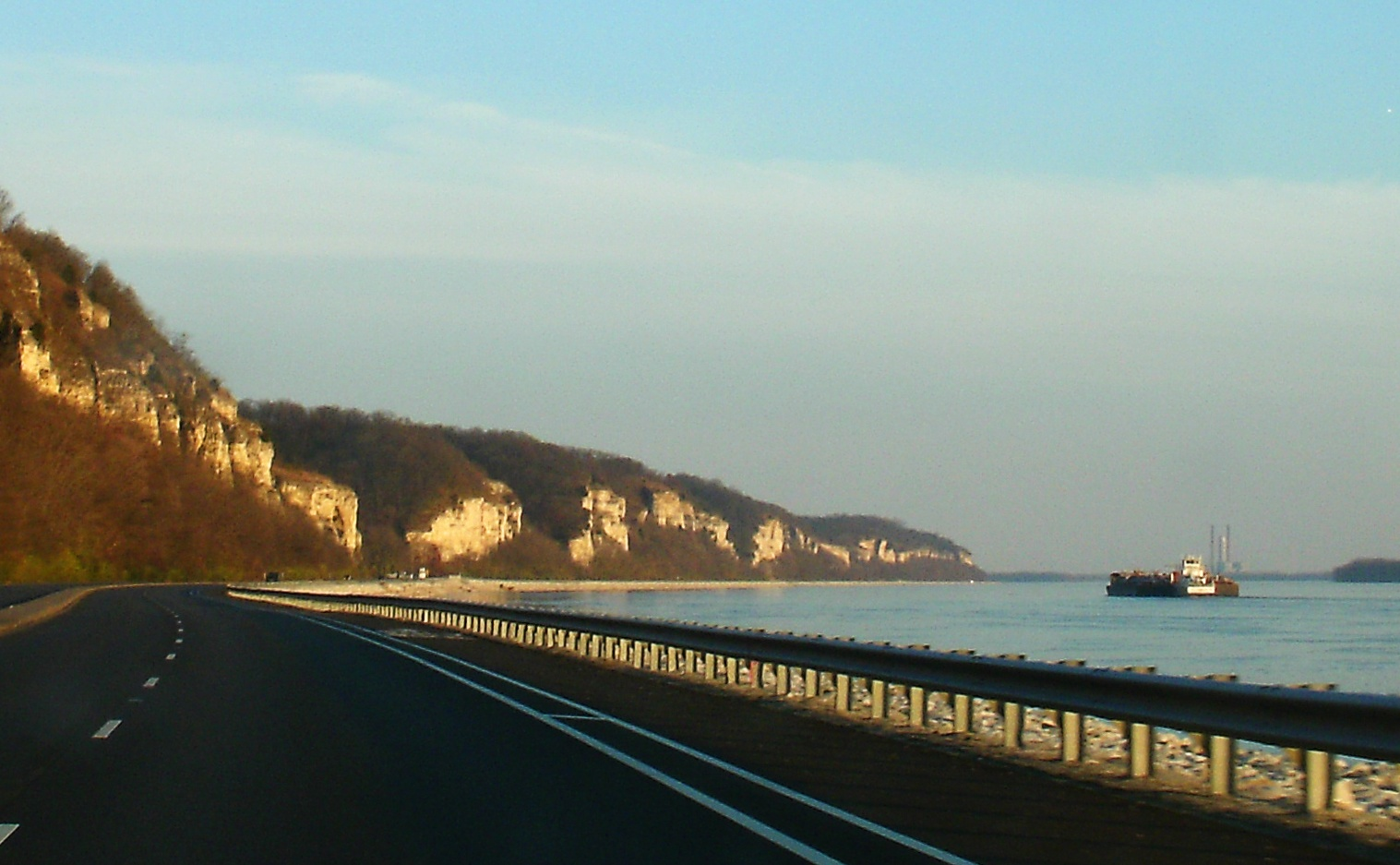
Участок трассы Illinois-100 в Джерси

| Автомагистраль      | Длина     | Начальный пункт | Конечный пункт | Год образования |
| ------------------- | --------- | --------------- | -------------- | --------------- |
| Шоссе US 67         | 2511 км   | Пресидио, Техас | Сабула, Айова  | 1926            |
| Трасса Illinois-3   | 301,66 км | Кейро           | Графтон        | 1918            |
| Трасса Illinois-16  | 281,09 км | Хардин          | Парис          | 1918            |
| Трасса Illinois-100 | 256,03 км | Алтон           | Данфермлайн    | 1924            |
| Трасса Illinois-109 | 13,23 км  | Доу             | Джерсивилл     |                 |
| Трасса Illinois-111 | 132,26 км | Сентревилл      | Уэверли        | 1924            |
| Трасса Illinois-267 | 95,0 км   | Годфри          | Джексонвилл    | 1965            |

## Населённые пункты
| Населённый пункт | Статус                  | Год основания | Площадь  | Население (2010) |
| ---------------- | ----------------------- | ------------- | -------- | ---------------- |
| Брайтон          | деревня                 |               | 4,9 км²  | 2254 чел.        |
| Графтон          | город                   | 1832          | 9,6 км²  | 674 чел.         |
| Джерсивилл       | город, окружной центр   | 1827          | 13,2 км² | 8465 чел.        |
| Оттервилл        | инкорпорированный город |               | 2,6 км²  | 126 чел.         |
| Фиделити         | деревня                 |               | 0,28 км² | 114 чел.         |
| Филдон           | деревня                 |               | 0,52 км² | 239 чел.         |
| Элса             | деревня                 | 1853          | 2,8 км²  | 336 чел.         |

## Демография
По данным переписи населения 2000 года, численность населения в округе составила 21 668 человек, насчитывалось 8096 домовладений и 5861 семья. Средняя плотность населения была 23 чел./км².
Распределение населения по расовому признаку:
- белые — 98,13 %
  - немецкого происхождения — 39,2 %
  - ирландского происхождения — 11,2 %
  - английского происхождения — 11,1 %
- афроамериканцы — 0,53 %
- коренные американцы — 0,2 %
- азиаты — 0,25 %
- латиноамериканцы — 0,75 % и др.

Из 8096 домовладений в 34,6 % были дети в возрасте до 18 лет, проживающие вместе с родителями, в 60,1 % — супружеские пары, живущие вместе, в 9,1 % — матери-одиночки, а 27,6 % не имели семьи. 23,9 % всех домовладений состояли из отдельных лиц и в 11,8 % из них проживали одинокие люди в возрасте 65 лет и старше. Средний размер домовладения — 2,57 человек, а средний размер семьи — 3,05.
Распределение населения по возрасту:
- до 18 лет — 25,4 %
- от 18 до 24 лет — 9,9 %
- от 25 до 44 лет — 27,6 %
- от 45 до 64 лет — 22,8 %
- от 65 лет — 14,4 %

Средний возраст составил 37 лет. На каждые 100 женщин приходилось 95,6 мужчин. На каждые 100 женщин возрастом 18 лет и старше приходились 92,4 мужчин.
Средний доход на домовладение — $ 42 065, на семью — $ 49 666. Средний доход мужчин — $ 38 771, женщин — $ 23 086. Доход на душу населения в округе — $ 19 581. Около 5,3 % семей и 7,1 % населения находились ниже черты бедности, из них 8,7 % лица моложе 18 лет и 5,7 % в возрасте 65 лет и старше.